# Казакова, Наталья Юрьевна
Ната́лья Ю́рьевна Казако́ва (13 марта 1965, Москва — 19 мая 2022, Нью-Йорк) — российский литературовед. Казакова, кандидат филологических наук (2000), адъюнкт-доцент кафедры славянских языков и литературы в Хантерском колледже Городского университета Нью-Йорка, известна работами о истории русской литературы и журналистики XIX и XX века, творчестве Ф. М. Достоевского и В. В. Розанова.

## Биография

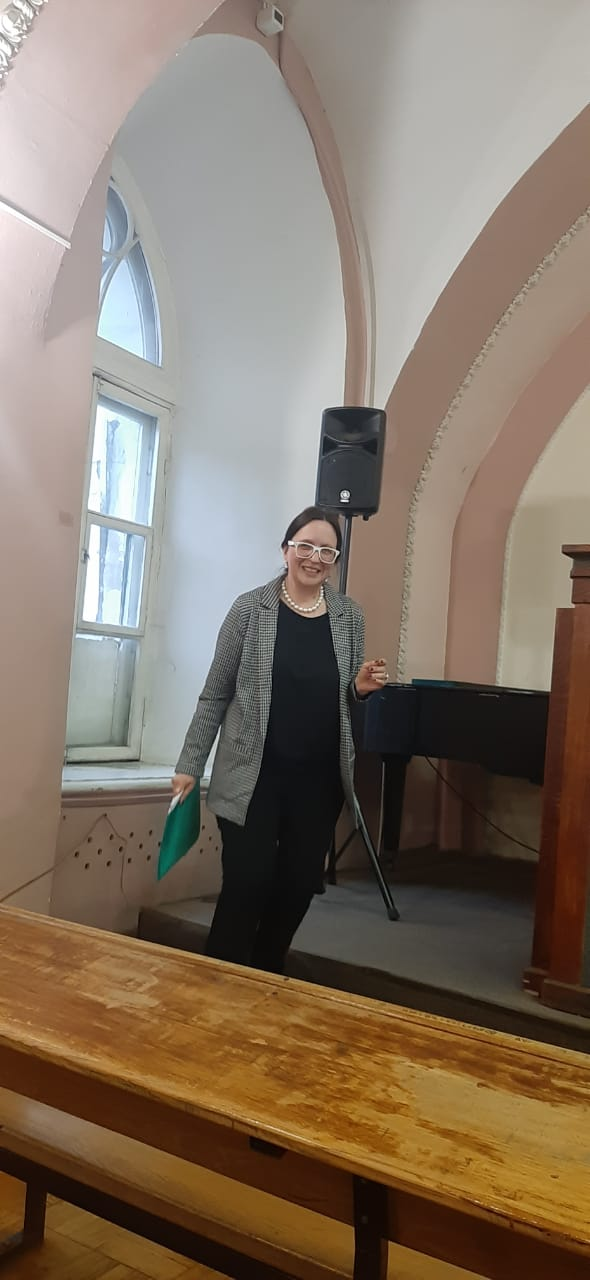
Казакова на конференции по русской религиозной философии

Наталья Юрьевна Казакова окончила факультет журналистики МГУ, где определились её творческие и научные интересы — история русской литературы и журналистики XIX и XX века. Многие годы проработала там же на кафедре истории русской журналистики и литературы (зав. кафедрой Есин Б. И.) и литературно-художественной критики и публицистики факультета журналистики МГУ (зав. кафедрой Богомолов Николай Алексеевич). Предметом её постоянных исследований стало творчество Федора Михайловича Достоевского и Василия Васильевича Розанова. В 2000 году она защитила на своей кафедре кандидатскую диссертацию на тему «В. В. Розанов и газета А. С. Суворина „Новое время“» (научный руководитель — Игорь Леонидович Волгин).
Она — автор двух книг о Василии Розанове «Философия игры: Василий Розанов — литературный критик газеты А. С. Суворина „Новое время“» (2001) и «Розанов не был двуличен, он был двулик…»: Василий Розанов — публицист и полемист (М.: РГГУ 2021).
Казакова публиковалась в журналах «Вопросы литературы», «Новый мир», «Знамя», «Вестник РГГУ» и других периодических изданиях, принимала участие в международных научных конференциях.
Переехав в Нью-Йорк в 1995 году, продолжила преподавание во многих университетах США. С 2012 года — адъюнкт-доцент кафедры славянских языков и литературы в Хантерском колледже Нью-Йоркского городского университета.
Скончалась от рака 19 мая 2022 года, похоронена на Ново-Дивеевском кладбище.

## Семья
Супруг — Ян Пробштейн, поэт и переводчик. Сын — Юрий Янович Пробштейн-Казаков, закончил магистратуру Колумбийского университета по специальности «История восточной Европы» (2021).